# Valentino Urbani
Valentino Urbani, detto Valentini (Udine, ... – ...; fl. 1690-1722), è stato un cantante castrato italiano, ricordato oggi soprattutto per la sua collaborazione con il compositore Georg Friedrich Händel nel XVIII secolo.

## Biografia
Interpretò il ruolo di Eustazio nella prima rappresentazione del Rinaldo di Händel nel His Majesty's Theatre di Londra nel 1711, quello di Silvio alla prima de Il pastor fido nel 1712 e quello di Egeo nel Teseo di Händel con Valeriano Pellegrini nel 1713. 
Sembra che la sua potenza vocale fosse limitata e all'epoca in cui sostenne questi ruoli per Händel la sua voce fosse in declino, tuttavia era considerato un ottimo attore.
Charles Burney osservò che "la sua voce era debole e la sua esecuzione misurata".
Era noto con il nome d'arte di Valentini.
Urbani fu il primo castrato ad esibirsi regolarmente a Londra, e debuttò al Drury Lane (teatro) nel 1707 nella prima assoluta di Thomyris, Queen of Scythia di Johann Christoph Pepusch. 
Cantò in diversi pasticci ed opere bilingui (cantate parte in italiano e parte in inglese) ed ogni anno poté tenere un concerto a proprio profitto. 
Le sue ultime apparizioni sulla scena conosciute furono ad Amburgo nel 1722. 
In precedenza aveva cantato a Venezia, Parma, Roma, Bologna e Genova.